# Minuella
Genre
Synonymes
- Minua Sørensen, 1932

Minuella est un genre d'opilions laniatores de la famille des Kimulidae.

## Distribution
Les espèces de ce genre sont endémiques du Venezuela. 

## Liste des espèces
Selon World Catalogue of Opiliones (15/10/2021) :
- Minuella barloventensis González-Sponga, 1987
- Minuella choroniensis González-Sponga, 1987
- Minuella crassa González-Sponga, 1987
- Minuella denticulata González-Sponga, 1987
- Minuella dimorpha (Sørensen, 1932)
- Minuella elias (Sørensen, 1932)
- Minuella guatopensis González-Sponga, 1987
- Minuella insolens (Sørensen, 1932)
- Minuella momoyana González-Sponga, 2000
- Minuella montis González-Sponga, 1987
- Minuella nebulae González-Sponga, 1987
- Minuella parva González-Sponga, 1987
- Minuella pinturelensis González-Sponga, 1987
- Minuella punctiacuta González-Sponga, 1987
- Minuella scabra (Sørensen, 1932)
- Minuella venefica González-Sponga, 1987

## Publication originale
- Roewer, 1949 : « Über Phalangodiden I. (Subfam. Phalangodinae, Tricommatinae, Samoinae.) Weitere Weberknechte XIII. » Senckenbergiana, vol. 30, p. 11–61.